# Epidendrum littorale
Epidendrum littorale är en orkidéart som beskrevs av Eric Hágsater och Dodson. Epidendrum littorale ingår i släktet Epidendrum och familjen orkidéer. Inga underarter finns listade i Catalogue of Life.